# Landes de Saxe et de Basse-Lusace
La Landes de Saxe et de Basse-Lusace (Sächsisch-Niederlausitzer Heideland) est une des trois régions naturelles du land de Saxe en Allemagne. Elle s'étend au nord du Land à la frontière avec la Saxe-Anhalt, le Brandebourg et la Pologne. 

## Macrogéochore
La région naturelle est divisée en 7 macrogéochores, eux-mêmes divisés en mésogéochores. Le macrochore du Talus frontalier de Lusace est réparti sur le Brandebourg, la Saxe et la Pologne ; la petite partie située en Saxe est un mésochore du nom d'Arc morainique de Muskau.
- Talus frontalier de Lusace (Lausitzer Grenzwall) 
  - Arc morainique de Muskau (Muskauer Faltenbogen)
- Lande de Muskau (Muskauer Heide)
- Landes et étangs de Haute-Lusace (Oberlausitzer Heide- und Teichgebiet)
- Landes de Königsbrück-Ruhland (Königsbrück-Ruhlander Heiden)
- Plaine de l'Elbe-Elster (Elbe-Elster-Niederung)
- Lande de Düben-Dahlen (Düben-Dahlener Heide)
- Bassin minier de Haute-Lusace (Oberlausitzer Bergbaurevier)